# 吴家山街道
吴家山街道，是中华人民共和国湖北省武汉市东西湖区下辖的一个乡镇级行政单位。

## 行政区划
吴家山街道下辖以下地区：
额头湾社区、文家湾社区、开屏里社区、祁家山社区、吴南里社区、田园社区、梦佳社区、长青社区、杏园社区、恒春里社区、吴兴社区和望丰社区。